# Dysschema leonina
Dysschema leonina är en fjärilsart som beskrevs av Butler 1872. Dysschema leonina ingår i släktet Dysschema och familjen björnspinnare. Inga underarter finns listade i Catalogue of Life.